# Kněhyně
Kněhyně är ett berg i Tjeckien.   Det ligger i regionen Mähren-Schlesien, i den östra delen av landet, 290 km öster om huvudstaden Prag. Toppen på Kněhyně är 1 256 meter över havet, eller 501 meter över den omgivande terrängen. Bredden vid basen är 16,2 km.
Terrängen runt Kněhyně är huvudsakligen kuperad.Runt Kněhyně är det ganska glesbefolkat, med 42 invånare per kvadratkilometer. Närmaste större samhälle är Frenštát pod Radhoštěm, 9,4 km nordväst om Kněhyně. I omgivningarna runt Kněhyně växer i huvudsak blandskog.